# Гюнтер XXII (Шварцбург)
Гюнтер XXII фон Шварцбург (на немски: Günther XXII von Schwarzburg; † 4 юли 1362) е граф от рода на Шварцбургите.
Той е син на граф Хайнрих IX фон Шварцбург († 1358) и първата му съпруга Хелена фон Холщайн-Шаумбург († 1341), дъщеря на граф Адолф VI от Холщайн-Шауенбург-Пинеберг († 1315) и принцеса Хелена фон Саксония-Лауенбург († 1337), вдовица на граф Гюнтер IX фон Шварцбург-Бланкенбург († 1289), дъщеря на херцог Йохан I фон Саксония-Лауенбург († 1286).
Брат му Герхард I († 1400) e епископ на Наумбург (1366 – 1372) и Вюрцбург (1372 – 1400).

## Фамилия
Гюнтер XXII има син от първи брак или връзка:
- Гюнтер XXVIII († 13 юни 1397 – 10 декември 1399), господар на Шварцбург-Щатилм

Гюнтер XXI се жени ок. 12 август 1371 г. за принцеса Гертруд фон Анхалт-Бернбург († 1348), дъщеря на княз Бернхард III фон Анхалт-Бернбург († 1348). Те имат две дъщери:
:
- Мехтилд († сл. 13 май 1428), сгодена на 24 август 1383 г., омъжена на 29 октомври 1398 за граф Йохан II фон Вертхайм († 1444), син на Йохан I фон Вертхайм
- Хелена († 1382), омъжена пр. 19 януари 1389 г. за Гюнтер XXVIII (XXVII) фон Шварцбург-Бланкенбург († 1418)